# Angraecum didieri
Angraecum didieri är en orkidéart som först beskrevs av Henri Ernest Baillon och Achille Eugène Finet, och fick sitt nu gällande namn av Rudolf Schlechter. Angraecum didieri ingår i släktet Angraecum och familjen orkidéer. Inga underarter finns listade i Catalogue of Life.

## Bildgalleri

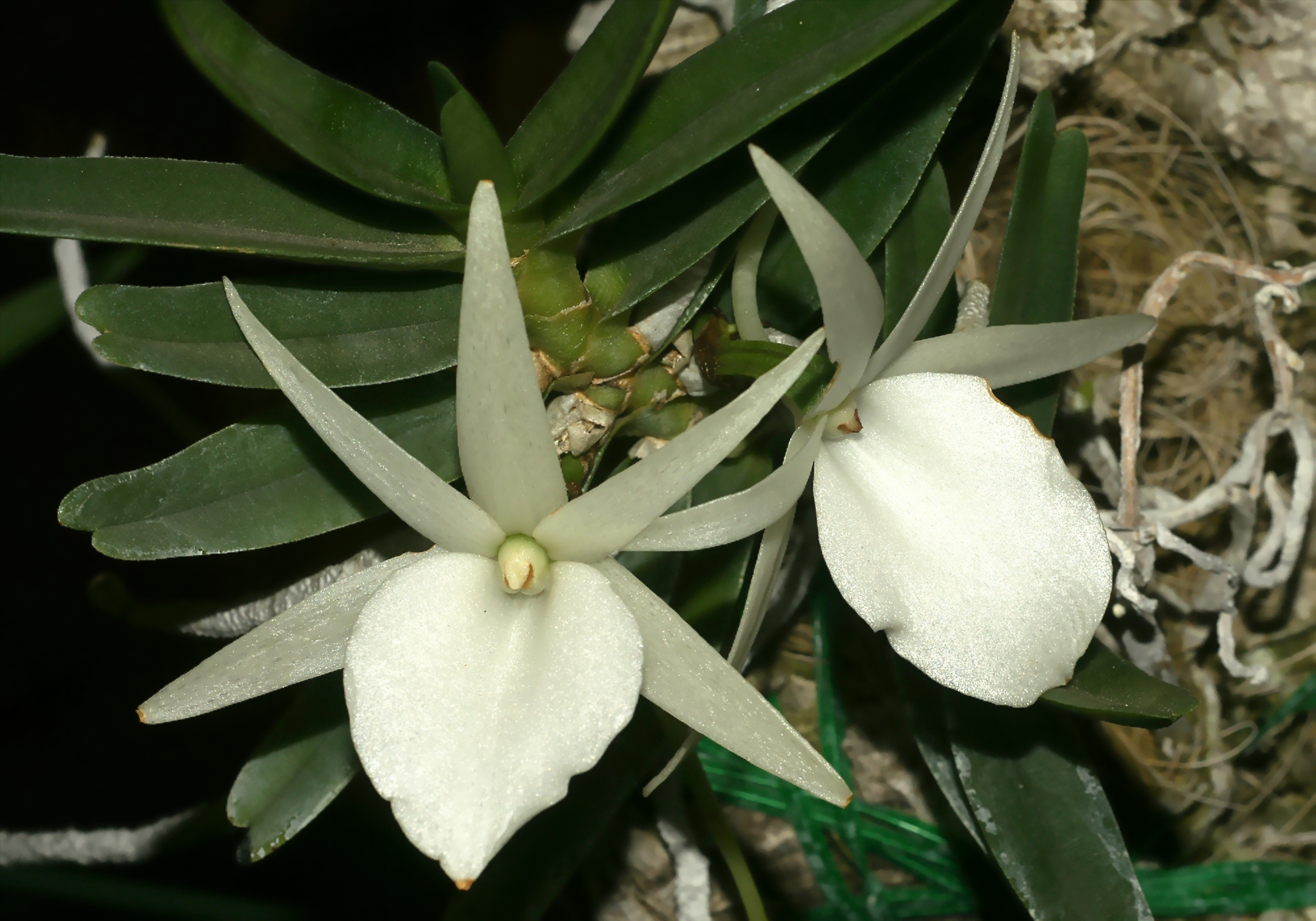